# 12690 Kochimiraikagaku
12690 Kochimiraikagaku è un asteroide della fascia principale. Scoperto nel 1988, presenta un'orbita caratterizzata da un semiasse maggiore pari a 3,0071255 UA e da un'eccentricità di 0,1180449, inclinata di 11,35779° rispetto all'eclittica.